# Os bru del Caucas
L'os bru del Caucas (Ursus arctos syriacus) és una subespècie d'os bru relativament petita i originària de l'Orient Pròxim.

## Característiques
El pelatge de l'os bru del Caucas sol ser molt clar i de color palla. El pèl de la creu és més llarg amb una base gris-marronosa i sovint té una tonalitat diferent de la resta del cos, que en alguns individus és vist com una franja fosca que recorre l'esquena. Els colors més clars solen aparèixer a cotes més altes. Les seves potes sovint són més fosques que la resta del cos. És l'únic os conegut al món que té urpes blanques. És un os bru força petit. Els mascles adults tenen cranis que mesuren aproximadament entre 30–40 cm. L'os bru del Caucas pot arribar a pesar 250 quilograms i mesura entre 101–140 cm des del nas fins a la cua.
Es creia que les poblacions del Caucas pertanyien a Ursus arctus syriacus i se superposaven a les de l'os bru euroasiàtic. Aquests són de mida més gran i pell més fosca. En el passat, alguns naturalistes van proposar que els ossos caucàsics pertanyien a poblacions híbrides entre els ossos bruns eurasiàtics i els del Caucas. Però avui aquesta hipòtesi és considerada pels experts com a errònia. Els resultats d'estudis genètics mostren que totes les poblacions del Caucas pertanyen a la subespècie euroasiàtica. La mida de la camada oscil·la entre un i tres cadells.

## Distribució i hàbitat
Històricament, l'os bru del Caucas es va originar a l'Orient Pròxim des de Turquia fins al Turkmenistan. Avui dia es troba extingit a Jordània, Israel i l'Estat de Palestina i només sobreviu a Turquia, Iran i Iraq. A Síria, es van registrar petjades d'os bru a la neu a les muntanyes antilibanes el 2004, per primera vegada en cinc dècades. Al febrer de 2011, s'hi van tornar a detectar traces d'os.
A Turquia, els hàbitats principals de l'os són els boscos mediterranis, els boscos de fulla caduca i els de coníferes a la regió de la Mar Negra i al nord-est de Turquia, els boscos de roures i pins a les terres de l'interior de la mar Negra i els boscos secs a l'Anatòlia Oriental. L'altitud d'aquests hàbitats oscil·la entre els 500 i 2.700 m. A l'Iran, és present a la zona protegida central d'Elburz, al sud de la mar Càspia i a les muntanyes Zagros. En aquestes regions, prefereix altituds més elevades i els vessants septentrionals amb major accés a recursos hídrics.

## Amenaces
A Turquia, l'os es veu amenaçat per la fragmentació forestal a gran escala, la degradació de l'hàbitat i la persecució a les zones rurals on malmet ruscs d'abelles i bestiar. Els habitants de la regió de la Mar Negra cacen ossos il·legalment pel greix de l'os, que es creu que té un valor medicinal. De tant en tant, alguns ossos són morts durant caceres de senglars amb gossos. També són víctimes del furtivisme, amb esquers i trampes il·legals amb verí col·locades per a cérvols, cabirols, llops o linxs.

## En la cultura

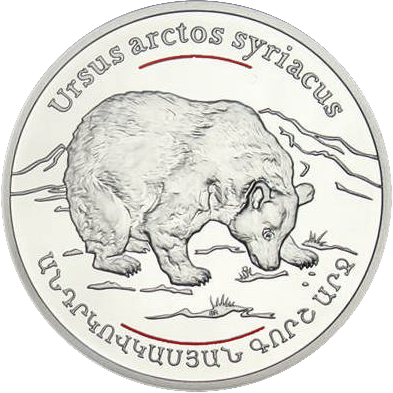
Aquesta moneda commemorativa de plata que representa l'os gris trans-caucàsic ha estat emesa pel Banc Central d'Armènia, en el marc del programa internacional "El món salvatge del Caucas".

L'os bru del Caucas apareix esmentat a la Bíblia. La protecció d'una ossa mare cap als seus cadells se cita proverbialment tres vegades a la Bíblia hebrea (2 Sam. 17: 8; Prov. 17:12; Os. 13: 8). També s'esmenten dos ossos a 2 Reis 2: 23-25, els quals maten a 42 nens després que Eliseu els maleís per enriure-se'n de la seva calvície.
Wojtek (1942-1963) va ser un os bru del Caucas. Comprat quan era un cadell per soldats polonesos a l'Iran durant la Segona Guerra Mundial, Wojtek es va convertir en la mascota de la companyia. Inicialment, el van allistar com a privat per justificar la seva presència al campament militar. Posteriorment va ser ascendit a caporal i va ajudar els soldats a carregar artilleria. Després de la guerra, Wojtek es va retirar al zoo d'Edimburg on es va convertir en una estimada atracció popular. El seu servei militar es recorda a Escòcia i Polònia.